# 鹿児島大空襲

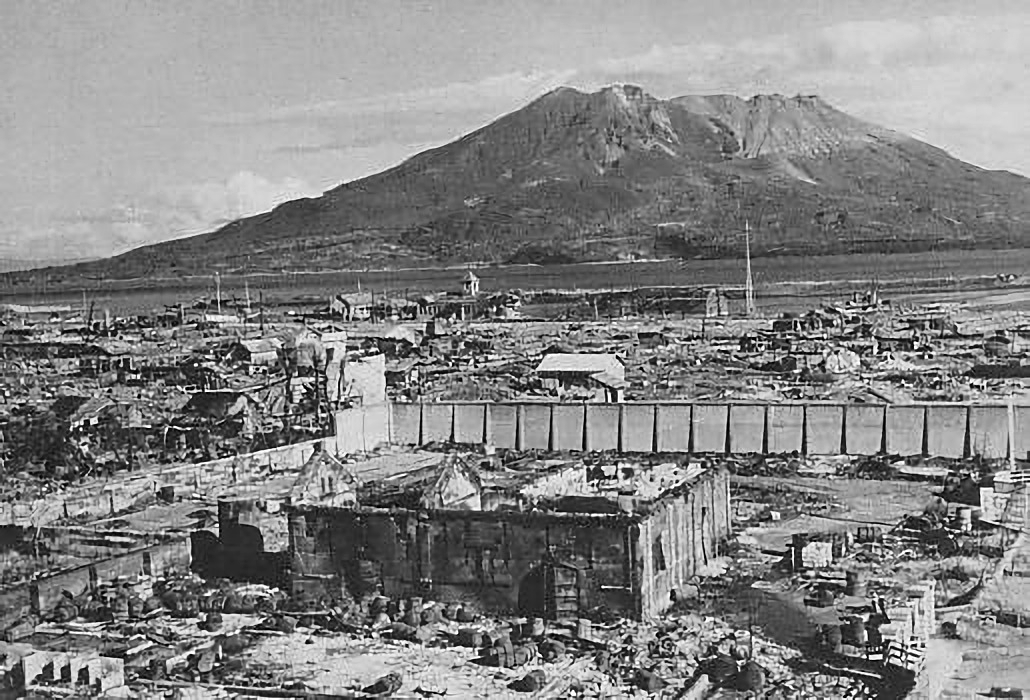
空襲によって焼け野原となった鹿児島市街

鹿児島大空襲（かごしまだいくうしゅう）は、第二次世界大戦末期にアメリカ軍によって行われた、鹿児島県鹿児島市と周辺に対して行われた都市無差別爆撃の総称。鹿児島市に対する空襲は1945年（昭和20年）の3月から8月にかけて8回行われており、合計で死者3,329人、負傷者4,633人の被害を出した。
鹿児島市に対する空襲の中では同年6月17日に行われた空襲は鹿児島市内一円に対して行われ死者2,316人、負傷者3,500人となり、最大の被害を与えた。

## 概要
鹿児島県は本土最南端に位置しているうえ、知覧、万世、串良などの特攻基地を設けられていたため、地方都市の中でも鹿児島市は特に空襲が激しかった。
6月17日、120機のB-29がマリアナ諸島から発進し、午後11時、鹿児島市上空に飛来。6月17日の空襲で死者2316人、負傷者3500人、市街地の44.1パーセントが損壊し、最終的な死者は3300人、市街地の93パーセントが焼失した。
1971年、みなと大通り公園に民間人犠牲者の慰霊碑「人間之碑」が立てられた。毎年6月17日に献花式が行われる。

## 空襲の略表
- 1945年（昭和20年）

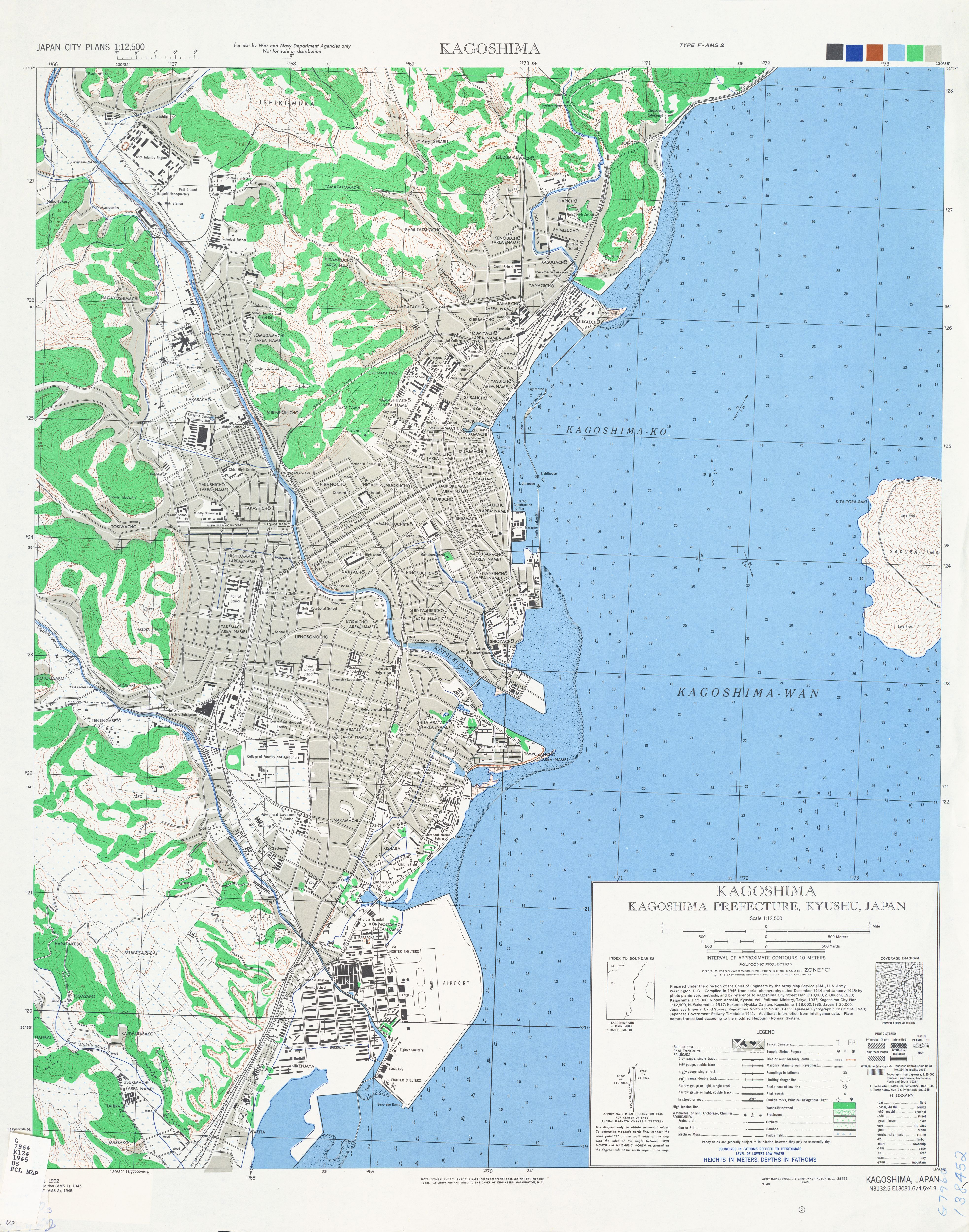
アメリカ軍により終戦直後に作成された鹿児島市の地図

  - 3月18日 - 郡元町にあった大日本帝国海軍鹿児島海軍航空隊が爆撃される。死者6人、負傷者59人[3]。
  - 4月8日 - 田上町、下荒田町、平之町、加治屋町、東千石町、新照院町が大型爆弾で爆撃される。死者587人、負傷者424人[4]。
  - 4月21日 - 長田町、山下町、東千石町、山之口町、樋之口町、平之町、新屋敷町が爆撃される[5]。
  - 5月12日 - 鹿児島港付近が爆撃される（夜間空襲）[5]。
  - 6月17日 - 鹿児島市内一円が焼夷弾により爆撃される（夜間空襲）。死者2,316人、負傷者3,500人となり鹿児島市に対する空襲では最大の被害となる[5]。
この空襲の直後に行われた調査によると鹿児島市の人口が93,032人まで減少した[5]。
  - 7月27日 - 鹿児島駅周辺の車町、恵美須町、柳町、和泉屋町が爆撃される。死者420人、負傷者650人。鹿児島駅の列車の発着時間に爆撃が行われ、多くの犠牲者が出た[5]。
  - 7月31日 - 清水町、池之上町、上竜尾町、下竜尾町が爆撃される[5]。
  - 8月6日 - 下荒田町、原良町、薬師町が爆撃される[5]。

## 被害

### 建造物

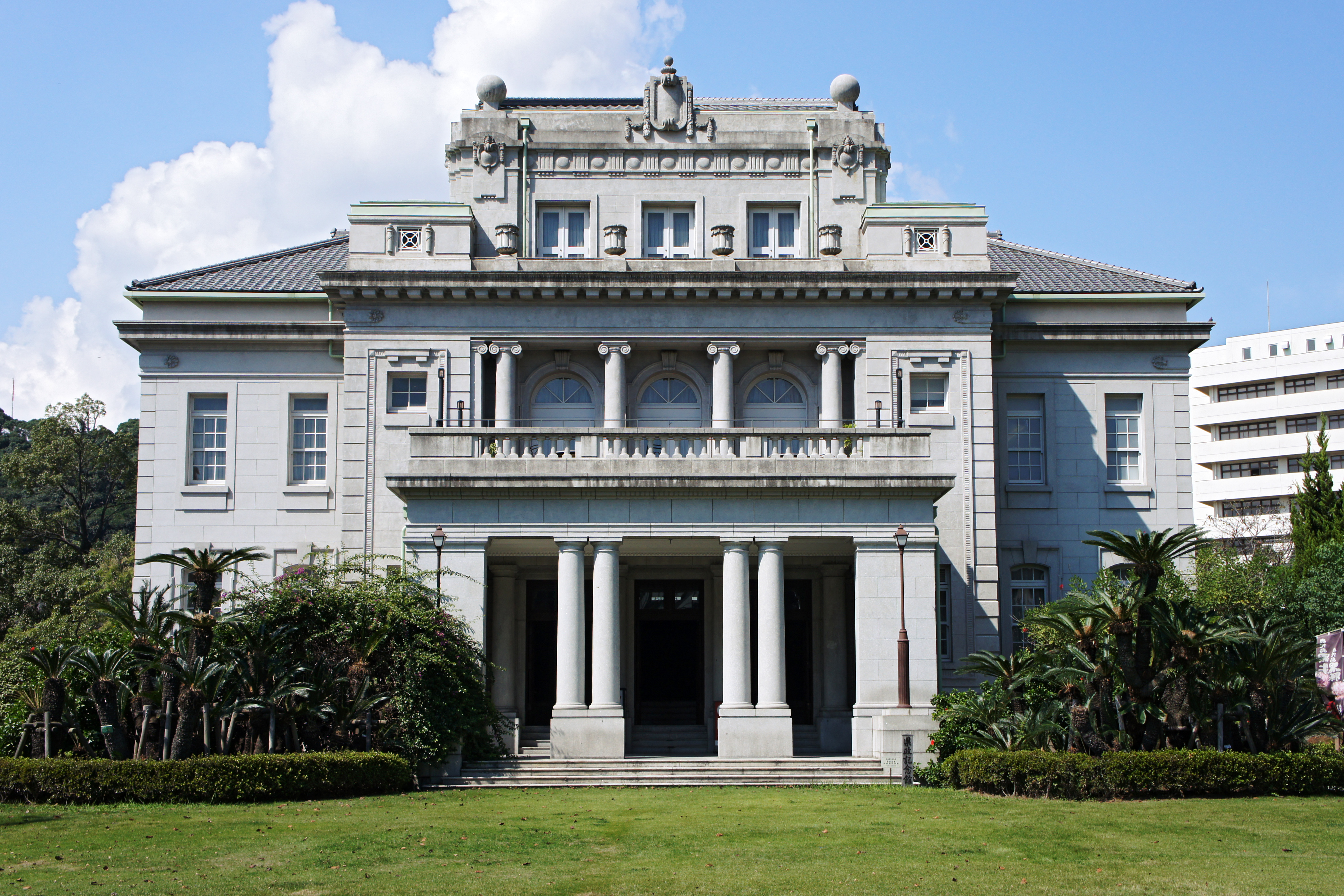
鹿児島県庁舎

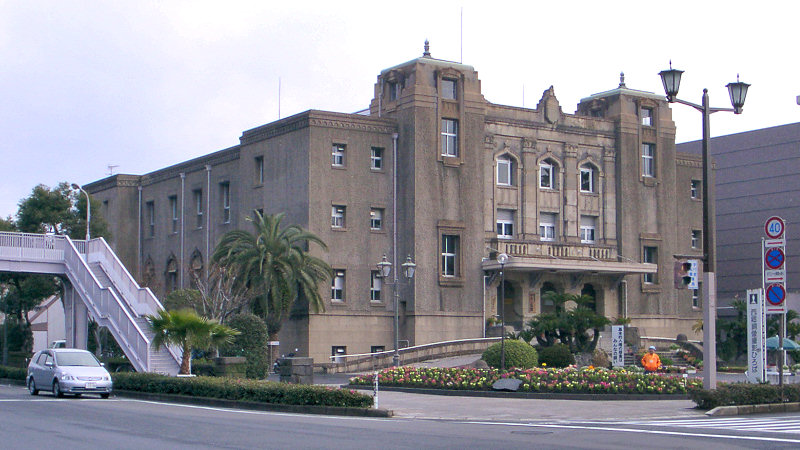
鹿児島市公会堂

鹿児島大空襲で被害を受けた建造物は、全焼20,497件、半焼169件、全壊655件、半壊640件となっている。被害を受けた主な施設を以下に示す。
公共施設
- 鹿児島県庁舎
- 鹿児島県警察部本部
- 鹿児島市役所本庁舎（6月17日半壊）
- 鹿児島市公会堂
- 鹿児島市立病院

日本軍関係施設
- 鹿児島連隊区司令部
- 海軍人事部
- 鹿児島地区憲兵隊
- 鹿児島海軍航空隊

鉄道施設
- 鹿児島駅
- 西鹿児島駅

商業施設
- 山形屋本店
- 高島屋

教育施設
- 中学校 - 13校
- 小学校 - 11校